# Астарим
Астарим (др.-греч. Ἅστέρυμος, лат. Astarimus) — царь Тира в начале IX века до н. э.

## Биография
Астарим известен из единственного исторического источника: цитаты из Менандра Эфесского, сохранившейся в труде Иосифа Флавия «Против Апиона». В свою очередь, Менандр позаимствовал приводимые им свидетельства непосредственно из имевшихся в архивах Тира хроник.
Согласно Иосифу Флавию, Астарим был братом своего предшественника на престоле Астарта, сына Деластарта. Получив власть над Тиром, он правил девять лет, и на пятьдесят пятом году жизни был убит своим младшим братом Фелетом, ставшим новым тирским монархом.
Современные историки, опираясь на свидетельство Иосифа Флавия об основании Карфагена Дидоной и ста пятидесяти пяти годах и восьми месяцах, отделявших это событие от восшествия на тирский престол царя Хирама I Великого, датируют правление Астарима приблизительно началом IX века до н. э. Как более точные упоминается различные периоды с 895 по 880 год до н. э. включительно.
В целом, свидетельства античных авторов о правлении Астарима и его братьев современными историками считаются достоверными. Однако среди востоковедов нет единого мнения в отношении происхождения этих тирских властителей. Причина этого — разногласия в прочтении текста Иосифа Флавия в той части, в которой повествуется о преемниках правившего в последней трети X до н. э. царя Абдастарта. Тот был убит четырьмя сыновьями своей кормилицы, захватившими власть в Тире. Из-за разночтений в рукописях трактата «Против Апиона» среди историков существуют две противоположные точки зрения на происхождение Астарима. Согласно некоторым исследователям, Астарим был одним из убийц Абдастарта. Его старшими братьями были Метастарт и Астарт, а младшим — Фелет. По мнению других историков, Астарт, Астарим и Фалес не были братьями Метастарта, а, скорее всего, состояли в родстве с царём Абдастартом (возможно даже были его внуками). Согласно этому предположению, четыре брата-убийцы правили одновременно и после кончины старшего из них в лице Астарта на тирский престол возвратилась династия, основанная царём Абибаалом.

## Комментарии
1. ↑  В некоторых списках трактата «Против Апиона» имя отца Астарта читается как Леастарт[7].
2. ↑  Фрагмент 18-й главы трактата «Против Апиона» в издании 1994 года[3]: 

…Абдастрат, который прожил двадцать девять лет и царствовал девять лет. Его погубили четверо его сыновей, составивших заговор. Старший из них царствовал двенадцать лет. Метусастарт Делеастарт прожил пятьдесят четыре года и правил двенадцать лет. После него его брат Астарим прожил пятьдесят четыре года и царствовал девять лет. Он был убит своим братом Фелитом, который, захватив власть, правил восемь месяцев и прожил всего пятьдесят лет.
3. ↑  Фрагмент 18-й главы трактата «Против Апиона» в переводе Б. А. Тураева[1]: 

…Абдастрат, живший 29 лет, царствовал 9 лет. Его убили, составив заговор, четыре сына его кормилицы. Старший из них царствовал 12 лет. 
 После них Астарт, сын Делеастарта, живший 54 года, царствовал 12 лет. 
 После него брат его Астарим живший 54 года, царствовал 9 лет. 
 Он погиб от руки своего брата Фелита который, захватив царство, властвовал 8 месяцев. Жил он 50 лет.